# Waltensburg/Vuorz
Waltensburg/Vuorz és un municipi del cantó dels Grisons (Suïssa), situat al districte de Surselva.